# Campeonato Mundial de Patinaje de Velocidad sobre Hielo de 1987
El LXXXI Campeonato Mundial de Patinaje de Velocidad sobre Hielo se celebró en dos sedes: las competiciones masculinas en Heerenveen (Países Bajos) del 14 al 15 de febrero y las femeninas en West Allis (Estados Unidos) del 7 al 8 de febrero de 1987 bajo la organización de la Unión Internacional de Patinaje sobre Hielo (ISU), la Federación Neerlandesa de Patinaje sobre Hielo y la Federación Estadounidense de Patinaje sobre Hielo.

## Resultados

### Masculino
| Evento                | Oro                                 | Plata                                | Bronce                                      |
| --------------------- | ----------------------------------- | ------------------------------------ | ------------------------------------------- |
| 500 m                 | Bae Ki-Tae Corea del Sur 37,04 s    | Nikolai Guliayev URSS 37,24 s        | Toru Aoyanagi Japón 37,55 s                 |
| 1500 m                | Nikolai Guliayev URSS 1:52,70       | Viktor Shasherin URSS 1:53,10        | Oleg Bozhiev URSS 1:53,52                   |
| 5000 m                | Leo Visser · Países Bajos · 6:47,01 | Nikolai Guliayev URSS 6:51,28        | Geir Karlstad · Noruega · 6:52,18           |
| 10000 m               | Geir Karlstad · Noruega · 14:03,92  | Leo Visser · Países Bajos · 14:11,63 | Michael Hadschieff · Austria · 14:12,66     |
| Clasificación general | Nikolai Guliayev URSS 159,356 pts.  | Oleg Bozhiev URSS 160,558 pts.       | Michael Hadschieff · Austria · 160,567 pts. |

### Femenino
| Evento                | Oro                          | Plata                         | Bronce                                          |
| --------------------- | ---------------------------- | ----------------------------- | ----------------------------------------------- |
| 500 m                 | Karin Kania RDA 41,38 s      | Jacqueline Börner RDA 41,81 s | Katie Class Estados Unidos 41,97 s              |
| 1500 m                | Karin Kania RDA 2:08,90      | Andrea Ehrig RDA 2:10,61      | Yvonne van Gennip · Países Bajos · 2:11,81      |
| 3000 m                | Andrea Ehrig RDA 4:30,10     | Karin Kania RDA 4:32,16       | Yvonne van Gennip · Países Bajos · 4:37,33      |
| 5000 m                | Andrea Ehrig RDA 7:46,96     | Karin Kania RDA 7:50,15       | Yvonne van Gennip · Países Bajos · 7:53,27      |
| Clasificación general | Karin Kania RDA 176,721 pts. | Andrea Ehrig RDA 177,358 pts. | Yvonne van Gennip · Países Bajos · 180,384 pts. |

## Medallero
- Solo se otorgan medallas en la clasificación general.

| Núm. | País         | Oro | Plata | Bronce | Total |
| ---- | ------------ | --- | ----- | ------ | ----- |
| 1    | RDA          | 1   | 1     | 0      | 2     |
| 1    | URSS         | 1   | 1     | 0      | 2     |
| 3    | Austria      | 0   | 0     | 1      | 1     |
| 3    | Países Bajos | 0   | 0     | 1      | 1     |
|      | TOTAL        | 2   | 2     | 2      | 6     |